# Diala suturalis
Diala suturalis là một loài ốc biển, một động vật thân mềm chân bụng sống ở biển thuộc họ Dialidae.

## Mô tả
Loài này có vỏ dài 13 mm.

## Phân bố
Chúng phân bố ở miền tây Ấn Độ Dương and dọc theo miền nam Úc và Tasmania.